# Lomanella parva
Espèce
Lomanella parva est une espèce d'opilions laniatores de la famille des Lomanellidae.

## Distribution
Cette espèce est endémique de Tasmanie en Australie. Elle se rencontre vers Port Davey.

## Description
Le mâle holotype mesure 1,0 mm de long et 0,77 mm de large et la femelle paratype 1,05 mm de long et 0,82 mm de large.

## Systématique et taxinomie
Cette espèce a été décrite par Forster en 1955.

## Publication originale
- Forster, 1955 : « Further Australian harvestmen (Opiliones). » Australian Journal of Zoology, vol. 3, p. 354–411.